# Episodi di Shaun, vita da pecora (terza stagione)
Questa voce contiene l'elenco degli episodi della terza stagione della serie TV animata Shaun, vita da pecora.
In Italia gli episodi sono stati trasmessi in Prima TV da Rai Due dal 4 aprile 2014, successivamente ripresi da Rai YoYo, che ha trasmesso gli ultimi tre episodi dal 19 giugno dello stesso anno.
| n° (serie) | n° (stagione) | Titolo originale   | Titolo italiano       | Prima TV Gran Bretagna | Prima TV Italia |
| ---------- | ------------- | ------------------ | --------------------- | ---------------------- | --------------- |
| 81         | 1             | The Stand Off      | Il confronto          | 25 febbraio 2013       | 24 aprile 2014  |
| 82         | 2             | The Coconut        | Noce di cocco         | 26 febbraio 2013       | 29 aprile 2014  |
| 83         | 3             | The Shepherd       | Il pastore            | 27 febbraio 2013       | 30 aprile 2014  |
| 84         | 4             | You Missed A Bit   | Gregge lavavetri      | 28 febbraio 2013       | 6 maggio 2014   |
| 85         | 5             | Graffiti           | Spruzziamo            | 28 febbraio 2013       | 7 maggio 2014   |
| 86         | 6             | The Crow           | Il corvo              | 1º marzo 2013          | 4 aprile 2014   |
| 87         | 7             | Shaun The Fugitive | Shaun il ladro        | 4 marzo 2013           | 8 maggio 2014   |
| 88         | 8             | Hard To Swallow    | Difficile da ingoiare | 5 marzo 2013           | 9 maggio 2014   |
| 89         | 9             | Mission Inboxible  | Missione inboxible    | 6 marzo 2013           | 11 giugno 2014  |
| 90         | 10            | Bye Bye Barn       | Ciao ciao fienile!    | 7 marzo 2013           | 19 giugno 2014  |
| 91         | 11            | The rounders match | La partita di rounder | 8 marzo 2013           | 8 aprile 2014   |
| 92         | 12            | Film Night         | Una serata da film    | 11 marzo 2013          | 9 aprile 2014   |
| 93         | 13            | Fossils            | I fossili             | 12 marzo 2013          | 10 aprile 2014  |
| 94         | 14            | The Skateboard     | Skateboard            | 13 marzo 2013          | 11 aprile 2014  |
| 95         | 15            | The Piano          | Il pianoforte         | 14 marzo 2013          | 15 aprile 2014  |
| 96         | 16            | The Snapshot       | La foto di famiglia   | 15 marzo 2013          | 16 aprile 2014  |
| 97         | 17            | Prickly Heat       | Che prurito!          | 18 marzo 2013          | 17 aprile 2014  |
| 98         | 18            | The Hang Glider    | Il deltaplano         | 19 marzo 2013          | 18 aprile 2014  |
| 99         | 19            | The Shadow Play    | Le ombre cinesi       | 20 marzo 2013          | 22 aprile 2014  |
| 100        | 20            | Bull Vs Wool       | Toro contro pecora    | 21 marzo 2013          | 23 aprile 2014  |